# Charlotta Fredrika av Mecklenburg-Schwerin
Charlotta Fredrika av Mecklenburg-Schwerin, född 4 december 1784 i Ludwigslust, död 13 juli 1840 i Rom, var dotter till storhertig Fredrik Frans I av Mecklenburg-Schwerin (1756–1837) och Luise av Sachsen-Gotha-Altenburg (1756–1808).

## Biografi

### Barndom och uppväxt

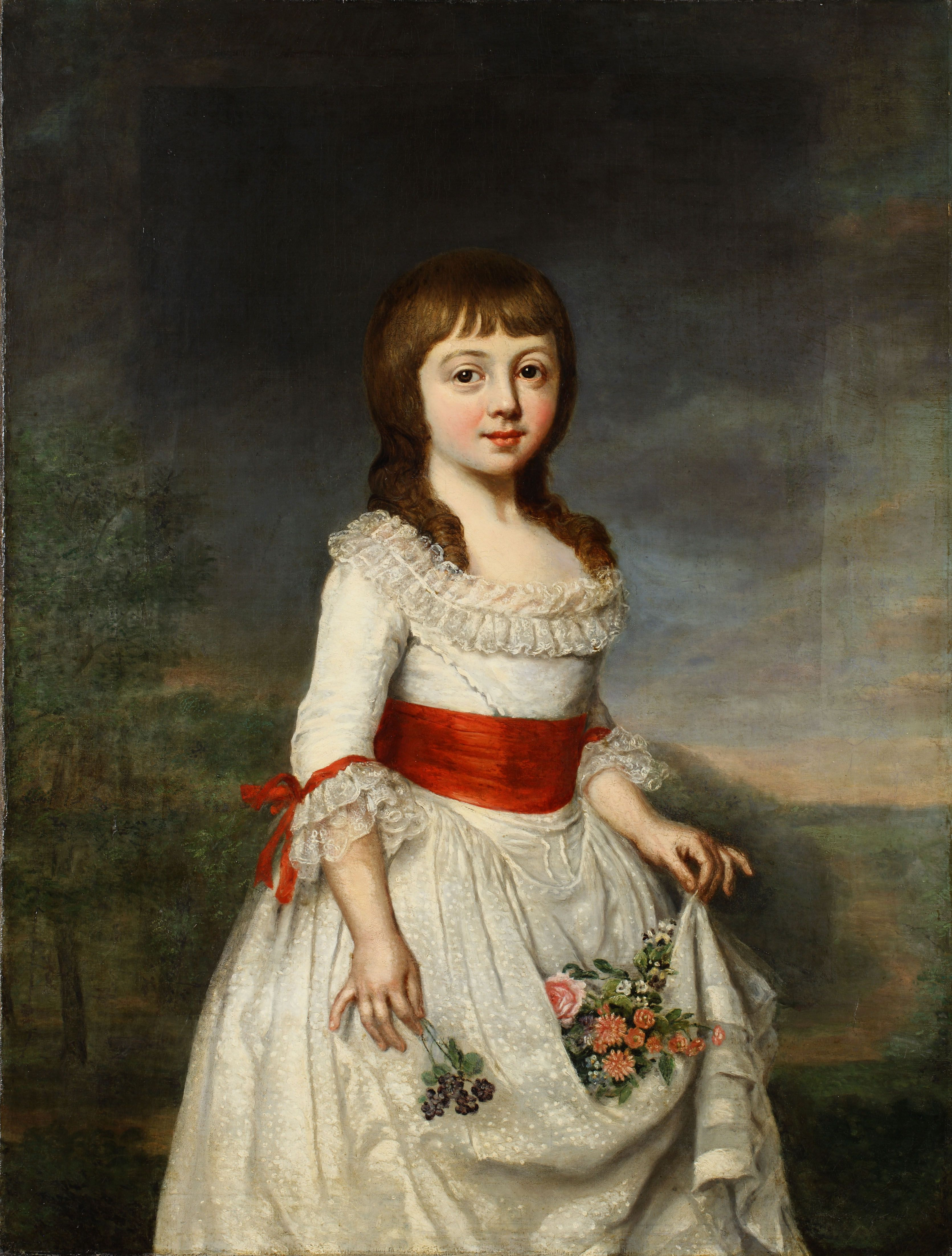
Barndomsporträtt av hertiginna Charlotta Fredrika. Målad av Lisiewski (1791).

Hertiginna Charlotta Fredrika av Mecklenburg föddes 4 december 1784 i Ludwigslust i Mecklenburg som det sjunde och yngsta överlevande barnet till den senare storhertigen Fredrik Frans I av Mecklenburg-Schwerin och Luise av Sachsen-Gotha-Altenburg.
Hertiginnan Charlotta Fredrika växte upp med sina syskon vid sina föräldrars hov i Mecklenburg. Hon var ett livligt barn, som aldrig besvärades av stränga pedagoger, gjorde vad som passade henne oavsett formaliteter, hittade vänner bland tjänarna och klädde sig i brokiga kläder, tvärtemot tidens seder.

### Äktenskap

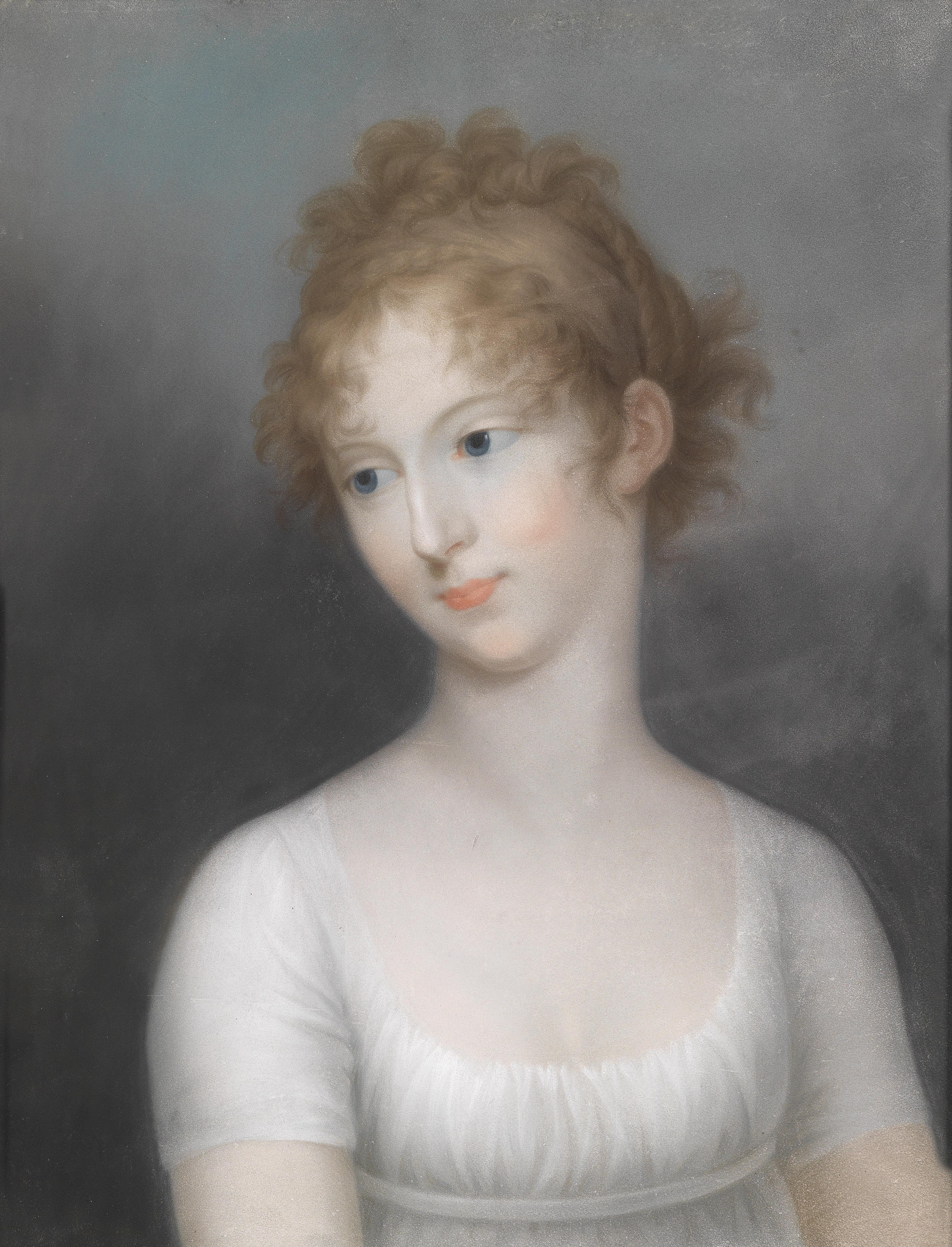
Porträtt av Charlotte Frederikke. Målad av Friedrich Erhard Wagener (1804).

Under en stor resa till Tyskland 1804 vistades hennes kusin, den danske prinsen Kristian Fredrik (senare Kristian VIII), länge vid sin farbrors hov i Schwerin, där han blev kär i den två år äldre Charlotte Frederica. Bröllopet firades den 21 juni 1806 på slottet Ludwigslust i Mecklenburg.

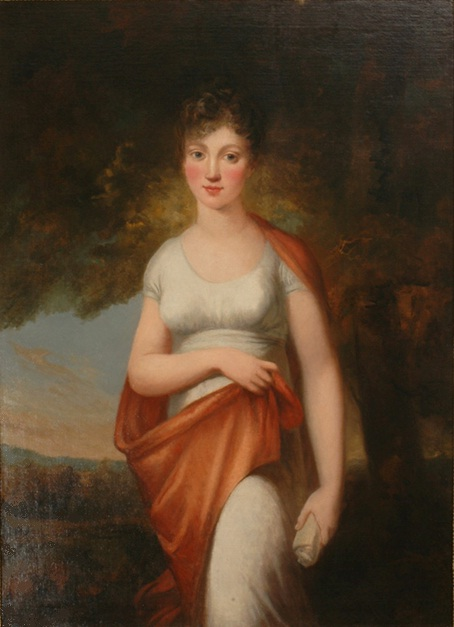
Charlotta Fredrika av Mecklenburg-Schwerin. Målad av Carl Frederik von Breda, omkring 1806.

Makarna slog sig först ner på slottet i Plön i hertigdömet Holstein. Här födde Charlotte Fredrika den 8 april 1807 deras första barn, Christian Fredrik, som dog samma dag som han föddes.
Från 1808 bodde paret i Köpenhamn, där man bebodde Levetzaus palats, en del av slottskomplexet Amalienborg i stadsdelen Frederiksstaden i Köpenhamn. Här födde Charlotte Fredrika den 6 oktober 1808 parets enda överlevande barn, sonen Fredrik Carl Christian, den blivande Fredrik VII, som hon kallade Frits under hela sitt liv. Som sommarresidens hade familjen det mindre och eleganta nöjeslottet Sorgenfri slott, beläget vid den lilla floden Mølleåen i Kongens Lyngby norr om Köpenhamn.
Charlotta Fredrika (i Danmark Charlotte Frederikke) beskrivs som mycket vacker i ungdomen, men ansågs också mycket lynnig till humöret, vidlyftig, lättsinnig och mytoman, egenskaper som senare sades gå igen hos hennes son, Fredrik VII av Danmark.

### Skilsmässa

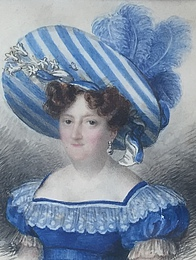
Porträtt av Charlotta Fredrika (1822).

År 1809 uppdagades att prinsessan var inblandad i en kärleksaffär med den franske sångläraren Edouard du Puy. Resultatet blev omedelbar skilsmässa och Charlotta Fredrika förvisades till det lilla kungliga slottet i Horsens och blev förbjuden att träffa sin son. Det sägs att Kristian VIII av Danmark livet igenom plågades av minnet av detta äktenskap.
År 1830 reste Charlotta Fredrika helt plötsligt till Rom, där hon bosatte sig med ett litet hov och förblev livet ut besvärlig för sin släkt, som hon krävde på pengar för sitt uppehälle med mera.

## Barn
1. Christian Frederik (f. och d. 1807)
2. Fredrik VII av Danmark (1808–1863)